# مسجد أرغون شاه
جامع أرغون شاه، وهو أحد جوامع مدينة طرابلس شمال لبنان، يقع في حي (صف البلاط) طريق باب الرمل، عرّفه حكمت شريف باسم أرغون شاه، وعُرف عند العامة باسم الغنشا، وذكره النابلسي بقوله: «جامع الغنشا وهو من بناء الشراكسة». وذكره ابن محاسن باسم يغن شاه، فقال: «والتاسع جامع يغن شاه عند باب اخترق متّسع منّور عريض، تطلّ شبابيكه على البساتين بوسطه بركة ماء عظيمة، فإنه عبارة عن أربع إيوانات والبركة في وسطه محكمة جسيمة». ومن تلاوة هذا الوصف، يمكن الوقوف على مدى التغيير الذي طرأ على بنائه، إذ أنّ الجامع اليوم هو عبارة عن بيت للصلاة فقط، من غير بركة ولا إيوانات إضافية. ويذكر كامل بابا أن بناء الجامع تجدد في مطلع القرن العشرين بعد سقوطه وجُرّت إليه المياه. ويبدو من اختلاف بنيان جدرانه أنه لم يبق من جدرانه المملوكية إلاّ الحائط الشرقي حيث توجد بوابته المملوكية التي دوّن بأعلاها نص مرسوم أصدره السلطان قايتباي سنة 880 هـ/1475 م لحماية أوقاف الجامع، وهذا نصه«الحمد لله لمّا كان بتاريخ خامس عشر الجمادي الأخرة سنة ثمانين وثمانمائة ورد مرسوم شريف مربع جيشي من الأبواب الشريفة السلطان الملك الأشرف قائتباي خلّد الله ملكه بأنّ جهات وقف المرحوم أرغون شاه بالسقي بطرابلس المحروسة، لا تؤجّر لا لمتجوّه ولا ذي شوكة وإجهار الندا لزراع الأراضي بالحماية والرعاية ومنع من يعارضهم حسب ما شرط به الواقف في كتابه وتسليم الأراضي للسيد الحسيب النسيب السيد نور الدين محمود الحسيني الأدهمي الناظر والشيخ بها بالزاوية المذكورة فأشار به المقرّ الأشرف العالي المولوي السيفي أزدمر الأشرفي مولانا ملك الأمراء كافل المملكة الطرابلسية أعزّ الله أنصاره ورسم بنقش ذلك على باب المدرسة حسب ما شرط به الواقف في كتابه وملعون من يغير ذلك ويسعى في تجديده». والجامع لا يحمل كتابة أخرى تحدد تاريخ بنائه، إلا أن المرسوم المذكور يبيّن أن بناءه كان قبل عام 880 هـ/1475 م، وهو تاريخ صدور المرسوم.
```
كما نتبين من المرسوم أن جامع أرغون شاه كان في بادئ الأمر 
مدرسة دينية
 وليس مسجداً جامعاً وأنه استمر كذلك حتى تاريخ صدور المرسوم 880 هـ/1475 م على الأقل. ثم تمّ توسيعه في تاريخ لاحق لا نعلمه بالضبط، لكنّه سابق لزيارة ابن محاسن له عام 1048 هـ/1638م لأن هذا الأخير ذكره من بين المساجد الجامعة. إلاّ أن مئذنته الأسطوانية التي تحمل بدايات التأثيرات 
التركية
، تُرجّح أن يكون توسيع المدرسة وبناء مئذنة لها وتحويلها إلى جامع قد حصلت جميعاً في نهاية 
العصر المملوكي
 أي في النصف الثاني من القرن الخامس عشر الميلادي.
```

ويرى المؤرخون أن تاريخ بناء مدرسة أرغون شاه التي كانت أساس الجامع مجهول أيضاً واستناداً إلى أن نائب السلطنة في طرابلس في الفترة (796هـ - 798هـ)- (1393 - 1395م)، كان يعرف بأرغون شاه الإبراهيمي الناصري، يمكن القول أن هذا الأخير قد أنشأ المدرسة في مدّة نيابته فنسبت إليه.